# Rouskový pyl

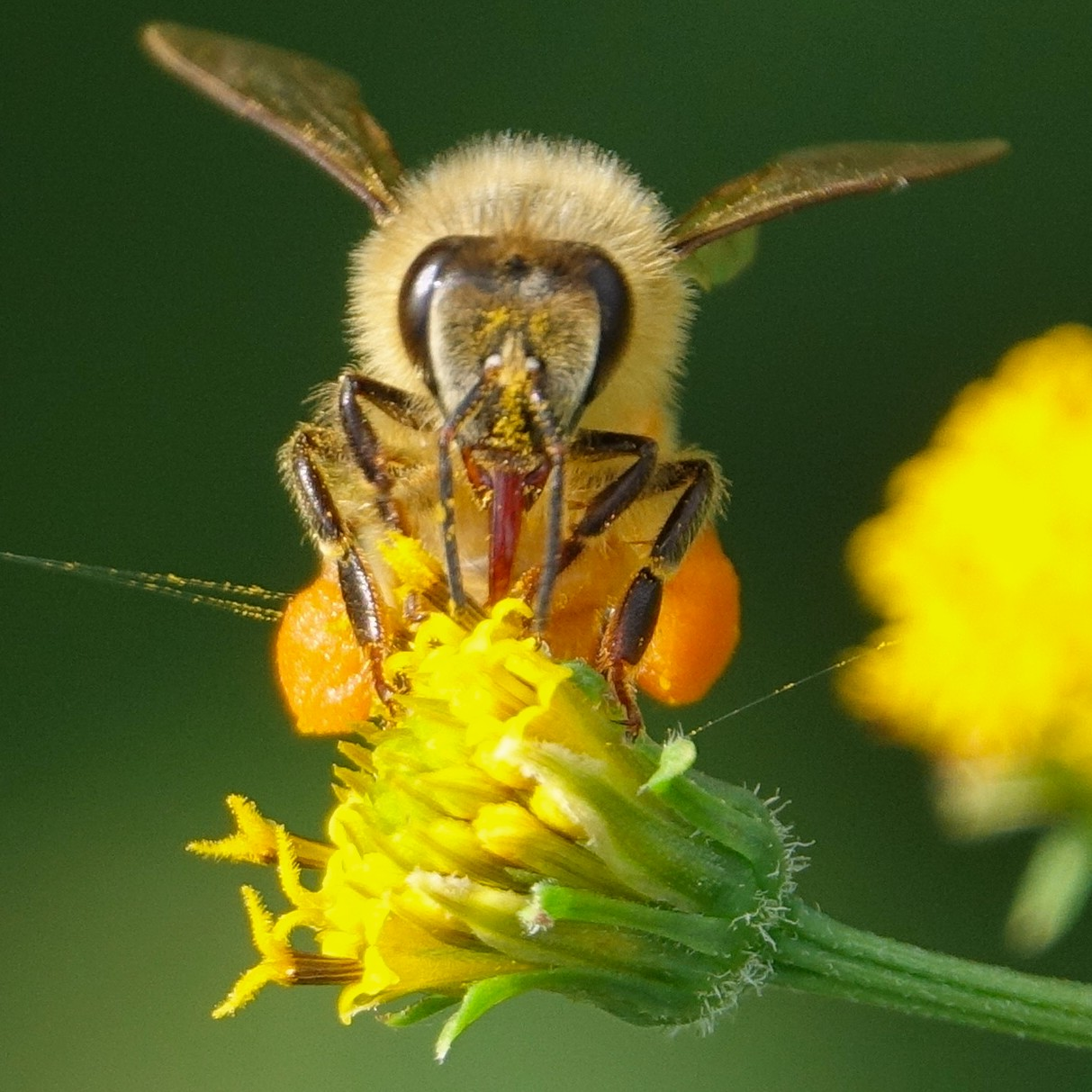
Včela s rouskami pylu

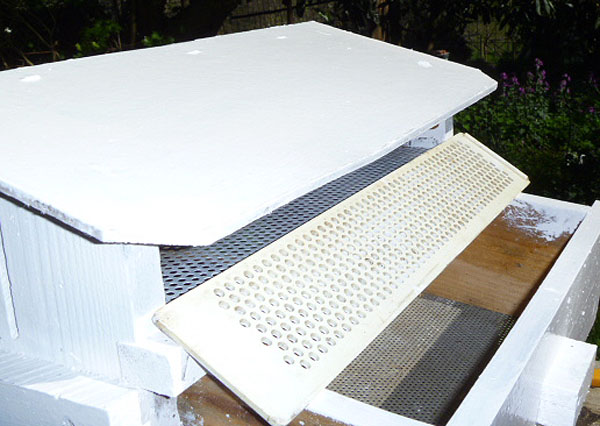
Pylochyt

Rouskový pyl (také známý jako včelí květový pyl), je pyl, který včely sbírají z květů a přinášejí ho na svých zadních nožičkách do úlu. Rousky pylu následně ukládají do buněk, kde pyl fermentuje a transformuje se na pergu (fermentovaný pyl).

## Proces vzniku
Včela přelétává z květu na květ. Na její chlupaté tělo se nachytá pyl. Za letu jej včela nohama otírá a formuje do rousek na zadním páru nohou. Aby vytvořila jeden pár rousků, musí včela obletět přibližně 80 květů. Vždy navštěvuje květy téhož druhu rostlin - díky tomu je opyluje tím správným pylem. Podle barvy rousků lze určit, kterou rostlinu včela navštěvovala.

## Získávání rouskového pylu
Do česna se umístí tzv. pylochytová mřížka. Včely jí musí prolézt a přitom ztratí pylové rousky. Včelař je odebírá jednou denně z nádoby pod pylochytem. Po pár dnech se však včely naučí pylochytem prolézat bez ztráty rousek. I tak se pylochyt umísťuje do jednoho úlu nejdéle na 2-3 dny, aby nebylo včelstvo ohroženo nedostatkem bílkovin. Odebraný pyl se suší nebo zmrazí. Sušením se snižuje stravitelnost pylu pro člověka. Taktéž lze pyl smíchat s medem.    

## Význam pro včelstvo
Pyl včelami uložený a konzervovaný v buňkách plástů (plástový pyl) je pro včelstvo kriticky důležitá surovina, protože ji používají ke krmení anebo k tvorbě výživných směsí (mateři kašičky) svých larev. Kromě krmení starších larev je pyl nezbytný i pro výživu dospělých včel. Vylíhnutá mlaďuška nemá funkční hltanové žlázy, nezbytné pro produkci mateří kašičky. Proto prvních pár dní vykonává práci uklízečky buněk a přitom konzumuje pyl. Z tohoto důvodu je plástový pyl někdy označovaný jako včelí chléb, což je překlad z německého nebo anglického ekvivalentu. Někdy se objevuje i pojem perga, přebíraný z ruštiny. 
Včelstvu se může odebrat jen menší část pylových zásob, jinak by příliš zesláblo. Při akutním nedostatku pylu v přírodě, anebo neodborným zásahem včelaře, může včelstvo uhynout. Délka života včely dělnice v letním období je jen asi šest týdnů a nastane-li situace, že včelstvo nemá dostatek pylových zásob, pak neploduje, postupně slábne až uhyne. Za příznivých podmínek včelí matka může naklást denně i 2000 vajíček, což stačí k průběžné generační obměně, má-li včelstvo dostatek pylových zásob.

## Význam pro člověka
V moderní medicíně většina včelích produktů (med, pyl, propolis, mateří kašička) naráží na své limity a nelze je označit jako léčiva. Většímu uplatnění v oficiální farmakologii brání obtížná standardizace (klinické testy) způsobená velkou proměnlivostí jejích složení. Pro lidské využití látek v pylu obsažených je před jeho konzumací potřeba vrchní vrstvu narušit, nejlépe nabobtnáním. Obal pylového zrna je velmi odolný. Obecně zdravotní účinky jsou definovány následovně: "Pyl je využíván sportovci jako doplněk stravy pro vysoký obsah vitamínů, minerálů, stopových prvků a cenných bílkovin. Některými autory je doporučován jako podpůrný prostředek při onemocnění nebo oslabení organismu. Z pylu se vyrábějí preparáty využívané k léčbě alergií. Léčba konzumací se zkoumá a ověřuje." 

## Složení
Bílkoviny-22 %, voda-16 %, sporopolenin (obal pylových zrn)-15 %, sacharóza-11 %, tuky-7 %, popeloviny-6 %, fruktóza-5 %, celulóza-5 %, glukóza-4 %, škrob-2 %, ostatní-3 %. Složení pylu závisí na druhu rostliny, rozdíly jsou běžně i v řádu 7-násobků. Pyl je bohatý na vitamíny, minerály a stopové prvky.     

### Litaratura
- SCHROEDER, Annette. Síla včelích produktů - Med, pyl a propolis. 1. vyd. [s.l.]: Brázda, 2023. 144 s. ISBN 978-80-209-0475-1.
- TAUTZ, Jürgen. Fenomen Pszczół miodnych. 1. vyd. Łódź: Galaktyka Sp. z o.o, 2008. ISBN 978-83-7579-040-5. (polsky)
- DEMIANOVICZ, A. Hodowla pszczół. 1. vyd: Pańswowe wydawnictwo rolnicze i leśne, Warszawa, 1957. (polsky)
- BERÁNEK, Vladimír. Včelářská encyklopedie. 2. vyd: Státní zemědělské nakladatelství v Praze, 1953.
- TITĚRA, Dalibor. Včelí produkty mýtů zbavené: med, vosk, pyl, mateří kašička, propolis, včelí jed. 3. vydání. Praha : Nakladatelství Brázda, 2017; ISBN 978-80-209-0424-9